# Tilh
Tilh ist eine französische Gemeinde mit 841 Einwohnern (Stand: 1. Januar 2022) im Département Landes in der Region Nouvelle-Aquitaine (vor 2016: Aquitanien). Sie gehört zum Arrondissement Dax und zum Kanton Orthe et Arrigans.

## Geografie
Die Gemeinde Tilh liegt in der Landschaft Chalosse an der Grenze zum Département Pyrénées-Atlantiques, etwa 15 Kilometer südöstlich von Dax. Der Gave de Pau begrenzt die Gemeinde im Südwesten. Umgeben wird Tilh von den Nachbargemeinden Pomarez im Norden, Castel-Sarrazin im Nordosten, Arsague im Osten, Bonnut im Südosten, Saint-Girons-en-Béarn im Süden, Ossages im Südwesten sowie Mouscardès im Westen.

## Bevölkerungsentwicklung
| Jahr                       | 1962 | 1968 | 1975 | 1982 | 1990 | 1999 | 2006 | 2014 | 2021 |
| -------------------------- | ---- | ---- | ---- | ---- | ---- | ---- | ---- | ---- | ---- |
| Einwohner                  | 818  | 770  | 730  | 794  | 746  | 749  | 813  | 801  | 842  |
| Quellen: Cassini und INSEE |      |      |      |      |      |      |      |      |      |

## Sehenswürdigkeiten
- Kirche Saint-Pierre-ès-Liens aus dem 11./12. Jahrhundert
- Schloss Villandrau

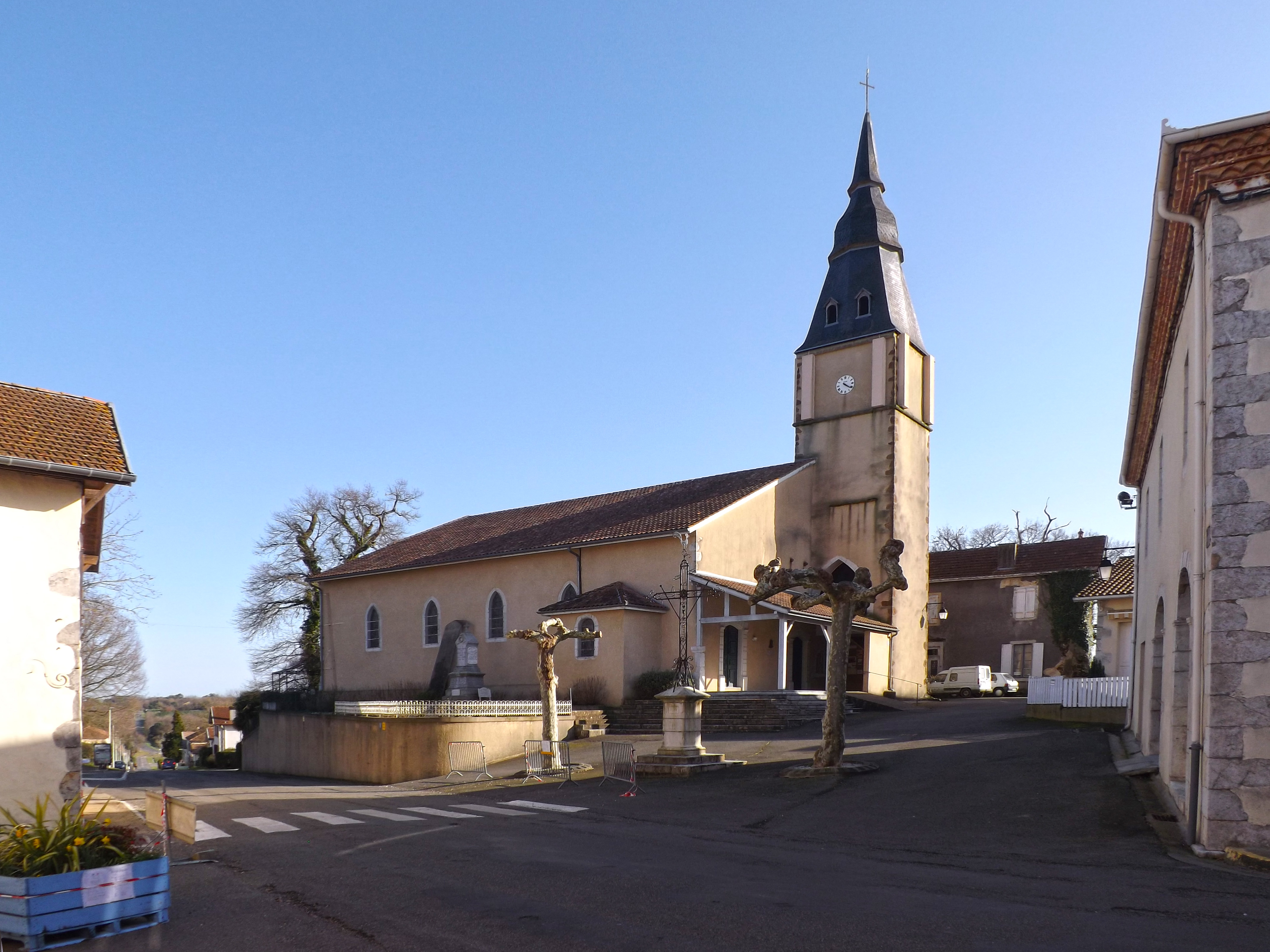
Kirche Saint-Pierre-ès-Liens
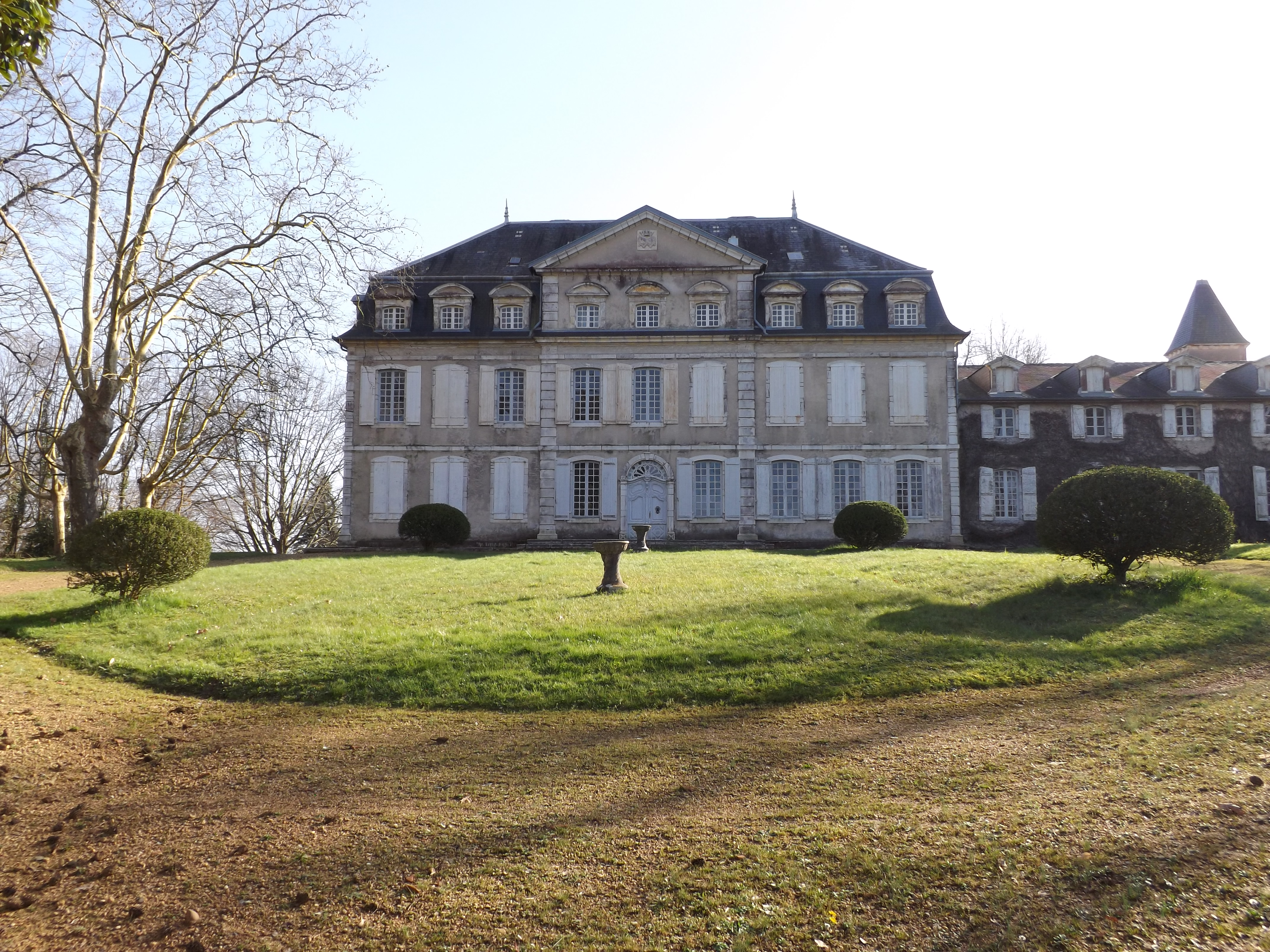
Schloss Villandrau